# Автошлях Т 0516
Автошля́х Т 0516 — автомобільний шлях територіального значення у Донецькій області. Пролягає територією Краматорського та Бахмутського районів. через Костянтинівку — Торецьк. Загальна довжина — 15,2 км.

## Маршрут
Автошлях проходить через такі населені пункти:
| Автошлях Т 0516     |        |
| Донецька область    |        |
| Краматорський район |        |
| Костянтинівка       | Н20    |
| Іванопілля          |        |
| Бахмутський район   |        |
| Торецьк             |        |
| Північне            | Т 0513 |